# 佩尔特 (上马恩省)
佩尔特（法語：Perthes，法語發音：[pɛʁt] ⓘ）是法国上马恩省的一个市镇，位于该省西北部，北、西、南三面与马恩省接壤，属于圣迪济耶区。

## 地理
佩尔特（48°39'22"N, 4°49'24"E）面积13.08 平方千米，位于法国大東部大區上马恩省，该省份为法国东北部内陆省份，北起马恩省和默兹省，西接奥布省，西南接科多尔省，东南接上索恩省，东临孚日省。
与佩尔特接壤的市镇（或旧市镇、城区）包括：欧特维尔、埃尔斯勒于捷、拉尔济库尔、奥尔孔特、圣厄利安、圣弗兰、萨皮尼库尔、武耶、阿利尼库尔。

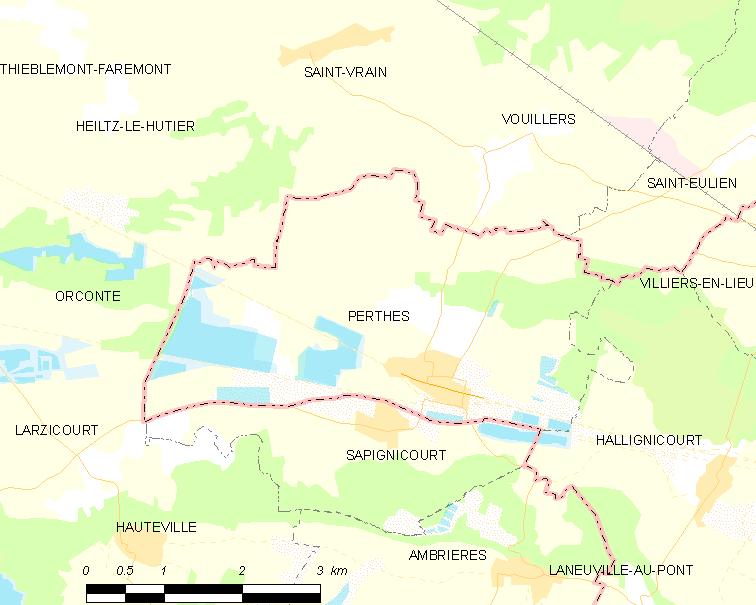
的OSM定位图

佩尔特的时区为UTC+01:00、UTC+02:00（夏令时）。

## 行政
佩尔特的邮政编码为52100，INSEE市镇编码为52386。

## 政治
佩尔特所属的省级选区为圣迪济耶第一县。

## 人口

1962-2008年间人口变化图示

佩尔特于2022年1月1日时的人口数量为517人。